# Царска райска птица
Царската райска птица (Paradisaea guilielmi) е вид птица от семейство Райски птици (Paradisaeidae).

## Разпространение и местообитание
Птицата е разпространена само в североизточната част на Папуа Нова Гвинея.
Името и е дадено от биолога Карл Хунщайн, в чест на германския император Вилхелм II в края на 19 век, когато тази част от острова е била немска колония.

## Описание
Птицата достига дължина 33 cm с опашката. Поради обезлесяването, видът е почти застрашен от изчезване.